# Víctor Hugo Irazábal
Víctor Hugo Irazábal (Caracas, 1945) es un artista plástico, comunicador visual y social y docente venezolano galardonado con el Premio Nacional de Artes Plásticas de Venezuela en 1999. A lo largo de 25 años ha generado un encuentro vivencial y creativo con el entorno del Amazonas, asumiendo una pluralidad de lecturas de carácter transversal sobre ese ecosistema.

## Biografía
Desde hace treinta años Irazábal ha asumido como proyecto de vida su investigación en la selva amazónica, «expresión de la  naturaleza en mayúscula». Irazábal estudió arte en Caracas, UCV y el Pratt Institute de Nueva York, y a partir de 1967 ha ido mostrando su propuesta en exposiciones individuales y colectivas. Representante de Venezuela en la 49 Bienal Arte Internacional de Venecia, Italia (2001). Premio Nacional de Artes Plásticas (1999). Participó en la Edición de la V Bienal de La Habana. Ludwig Fórum International Kunst. Aechen, Alemania (1994). Premio Small Works, 80 Washington Square, East Galleries, New York, USA (1984), entre otros importantes eventos. Exposiciones individuales recientes: FRAGIL, Caracas, Venezuela, 2017, SHAPONO, Madrid, España 2017. Premio reciente: la Asociación Internacional de Críticos de Arte (AICA), capítulo Venezuela, le otorgó el premio Artista Consagrado, 2017.

#### Amazonia Encuentro Transversal
La Amazonia siempre ha sido fuente de investigación y creación para la ciencia y el arte. Este inmenso ámbito ocupa la vigésima parte de la superficie del planeta, y es uno de los espacios naturales de mayor atractivo e importancia en la actualidad. Sostiene el filósofo Martin Buber que «la única forma de aprender es a través de un encuentro». Hace veinticinco años, Irazábal se encontró con ese inmenso entorno sensorial. Nace así un aprendizaje que tomo como eje central de su proyecto creativo. El desarrollo de este proceso de trabajo invita a una apertura de contexto distinto a los paradigmas tradicionales. El espacio de encuentro entre naturaleza y cultura se establece a través de la experiencia vivida y su conexión con prácticas del arte contemporáneo. Victor Hugo Irazábal emprende la investigación plástica del Amazona como proyecto de vida. Al final de los 80 comienza sus investigaciones sobre ese ecosistema siguiendo la ruta que trazara Alexander von Humboldt a través del inmenso río Orinoco. Ese encuentro va a ser determinante en su desarrollo creativo acerca de esa imponente región siguiendo las enseñanzas del maestro Torres Garcia, quien señaló que el arte latinoamericano debía buscarse «en la naturaleza en mayúscula».
Joseph Beuys afirmó que «en arte solo se avanza a partir del punto en que uno se encuentra». Los milenarios textos sobre estética taoísta sostienen que «cuando tú te encuentres otros te encontrarán a ti». El viaje, la travesía, la inmersión y la ósmosis son los instrumentos que Irazábal utiliza en función de generar un punto de encuentro externo e interno con la Amazonia. punto que servirá de referencia  para que pueda ser  encontrado. Este periplo ha sido registrado en sus libretas de viaje, en documentación fotográfica y vídeo. En su obra el proceso creativo y el vital se encuentren dentro de una plataforma transversal, donde el arte, la antropología y la geografía establecen puntos de coincidencia e interacción. La obra se manifiesta mediante el uso de la técnica que define la solución de un problema en un momento determinado, de allí la  multiplicidad de medios empleados que conducen a la transversalidad.

«La Amazonia y la Orinoquia venezolana no son ni el infierno verde ni el jardín del Edén. Es una biosfera de conocimiento e Irazábal es uno de sus más fidedignos intérpretes. Para hacerlo descendió hasta el mismo gesto de su origen, donde coinciden los primeros hombres y los dioses de la creación. Este gesto es el signo que tiene el valor de un grito primario y que funciona como la serpiente de las cosmogonías planetarias, que unifica como su movimiento perpetuo toda la proposición.»
Luis Angel Duque

###### Exposiciones
Exposiciones Individuales.
Shapono, Cesta República, Madrid, España, 2017; Frágil, Sala Magis de Arte Contemporáneo del Centro Cultural de la Universidad Católica Andrés Bello Caracas, 2016; El Lenguaje de los Diablos. Libro y Exposición. Ciudad Banesco. Caracas, 2014; Abrasiones. Galería Parenthesis, Caracas.2011; Lavapuntos. Galería de Papel.  Caracas, 2011; Shapori, Museo de Arte Contemporáneo Sofía Imber. Caracas, Venezuela, 2002; Galería Il Cortile, Roma, Italia, 2001; 49 Bienal de Venecia, Venecia, Italia (Representando a Venezuela);  Amalivaca VII Bienal Internacional de Pintura, Cuenca. Ecuador (Invitado especial); Museo de Artes Visuales Alejandro Otero, Caracas, 2000; Galería de Arte Nacional 1997; Centro de Estudios Latinoamericanos Rómulo Gallegos (CELARG), Caracas, 1994; Amazonia, La Ruta de Humboldt en el Orinoco, Museo de Arte  Contemporáneo de Coro y Museo de Arte Contemporáneo de Caracas, Sofría Imber, 1993 y 1992; Centro de Arte Euroamericano, Caracas, 1990 y 1987; Galería Viva México, Caracas 1978; Galería Helena Pavlu, Caracas, 1970; Galería Caracas 1967.
Exposiciones Colectivas  (selección)
Participa en una serie de exposiciones colectivas en prestigiosas instituciones nacionales:
/ Museo de Arte Contemporáneo Sofría Imber,   (1981, 1983, 1985, 1989, 1992, 1994, 1997, 1999,2000); / Museo de Artes Visuales Alejandro Otero, (1989, 1990,1994);/ Museo de Arte Contemporáneo del Zulia, (1999);/ Asociación Cultural Humboldt (1999);/ Museo de Arte Moderno Jesús Soto, (1990);/ Museo de Arte Contemporáneo Francisco Narváez (1989,1990);/ Feria Iberoamericana de Arte FIA (2010, 2011, 2013); / Carmen Araujo Arte. Caracas, 2014./ Centro de Bellas Artes Ateneo de Maracaibo, Maracaibo (2016);/ El pasado y el futuro en el presente realizada en el Centro Cultural
```
BOD. (2017) 
```

A nivel internacionales ha participado en: 2016 /Sección ArtsLibris. Feria ARCO Madrid. Madrid, España, (2016)./ Feria ArtsLibris. Barcelona, España  (2016) / Arco Madrid. Sección libros de artista ‘As Tables are Shelves’. Madrid, España (2015). / Sección Isla de Ediciones, Feria arteBA. Buenos Aires, Argentina (2015) / Feria Tijuana. Casa do Povo, Sao Paulo, Brasil (2015). / Encounters Latin and Corea/Interamerican Development Bank, Busan City (2015). /BAMA/Business Artfairt Market. Busan City (2015). / Sejong Art Center, Seoul, Korea Sur, (2015). / Feria de Internacional de Arte artBO. Carmen Araujo Arte. Bogotá, Colombia, 2014. / Sejong Art Center, Seoul, Korea Sur, (2014). / Oulim Art Museum, Ilsan City (2014). / Gyeongnam Art Museum, Changwon City, (2014) / IAAF Hangaram Art Museum, Seoul, Korea Sur (2014.) / ARA Art Museum, Seoul, Korea Sur (2013), / KIAF, Seoul, Korea Sur (2013). / IAAF. Hangaram Art Museum, Seoul, Korea Sur (2013). / PK Gallery. Corporation, Seoul, Korea Sur, (2012). / Museo Extremeño e Iberoamericano de Arte Contemporáneo (MEIAC) Madrid, España (2009). /Arte de América Latina. Biarritz, Francia (2006 y 1999). /Fundación Memorial  de América Latina. Sao Pablo. Brasil (2005). / I Bienal de Arte Visuales del Mercosur. Porto Alegre, Brasil (1997). /Centro Cultural Tijuana. México (1996). / V Bienal de la Habana. La Habana. Cuba  (1994). / IV Bienal Internacional  de Arte. Cuenca, Ecuador (1994). / Museo de Arte Moderno. Santo Domingo, República Dominicana (1994). / Ludwig Fórum International Kunst. Aachen, Alemania (1994). / Museo de Arte  Moderno de Río de Janeiro. Brasil  (1992) / Galería Garcés Velásquez. Bogotá Colombia (1992). / Galería Do Memorial. Sao Paulo, Brasil (1991). / Museo de Arte Moderno de Bogotá (1991). / Embajada de Venezuela en  Washington. U.S.A. (1991).